# (30724) Петербургтриста
(30724) Петербургтриста (лат. Peterburgtrista) — типичный астероид главного пояса, открыт 26 сентября 1978 года советским астрономом Людмилой Журавлёвой в Крымской астрофизической обсерватории и 18 марта 2003 года назван в честь 300-летия Санкт-Петербурга.

## Обнаружение и именование
(30724) Петербургтриста
Открыт 26 сентября 1978 года в Крымской астрофизической обсерватории Л. В. Журавлёвой.
Это название предложено Российской академией наук по случаю трехсотлетия Санкт-Петербурга, одного из крупнейших центров культуры и науки в мире.
Оригинальный текст (англ.)30724 Peterburgtrista
Discovered 1978 Sept. 26 by L. V. Zhuravleva at the Crimean Astrophysical Observatory.
This name is being proposed by the Russian Academy of Sciences on the occasion of the three-hundredth anniversary of St. Petersburg, one of the largest centers of culture and science in the world.
Источники: 20030318/MPCPages.arc; M.P.C. 48161.

## Орбита

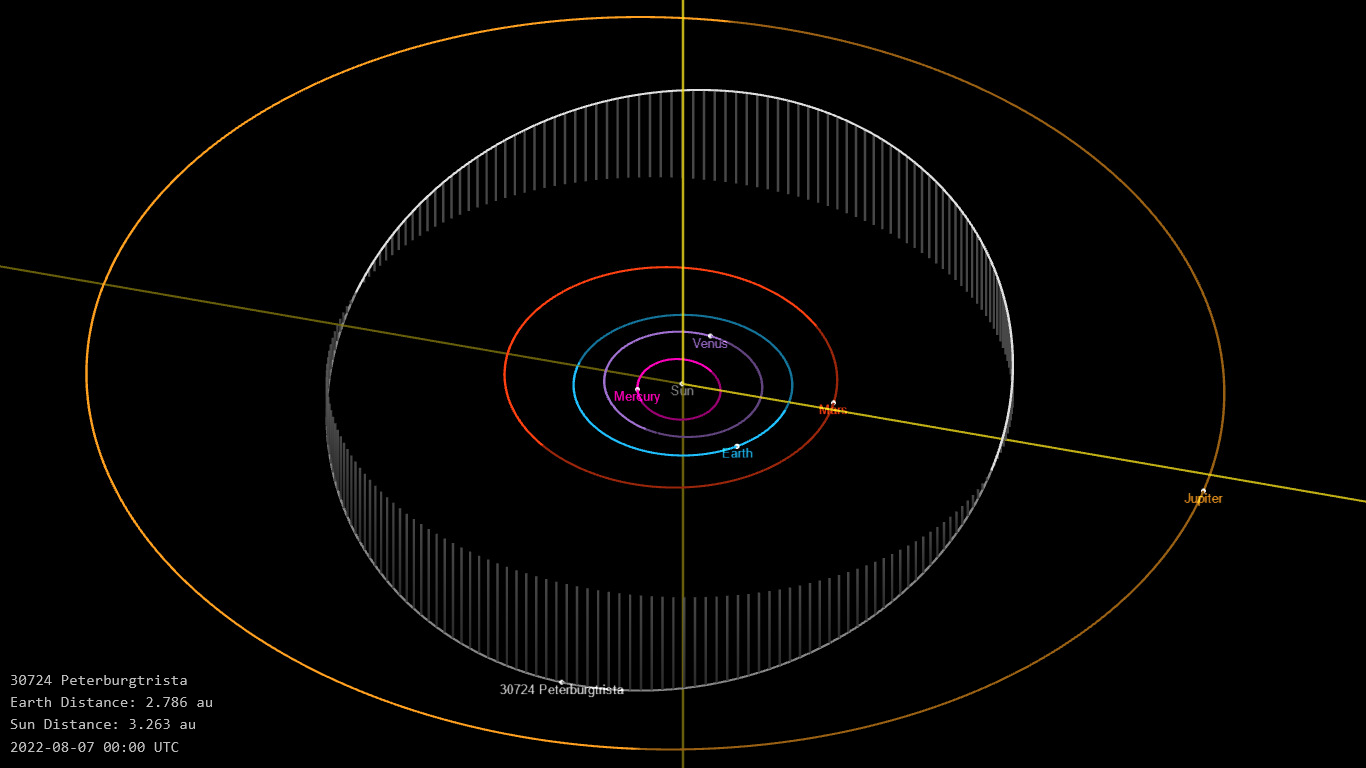
Орбита астероида Петербургтриста и его положение в Солнечной системе

## Физические характеристики
Астероид относится к таксономическому классу B.
По результатам наблюдений в видимом и ближнем инфракрасном диапазоне космического телескопа NEOWISE и наблюдений в инфракрасном диапазоне спутника Akari диаметр астероида сначала оценивался равным 20,694±0,279 км, позже — 20,32±0,60 км и 24,414±0,392 км. Согласно тем же источникам альбедо оценивается как 0,0862±0,0051, 0,108±0,007 и 0,062±0,010.